# Justin Daraniyagala
Justin Pieris Daraniyagala (ජස්ටින් දැරණියගල), né le 20 juillet 1903 à Colombo au Sri Lanka (anciennement Ceylan) et mort le 24 mai 1967 à Nugedola au Sri Lanka, est un peintre majeur de l'art moderne srilankais, et membre fondateur du Groupe 43.  

## Biographie
Son père, Deraniyagala Sir Paulus Edward Pieris, est un érudit et un historien éminent. Sa mère, Hilda Obeyesekera, est une mécène du monde des arts et de l'éducation à Sri Lanka.
Daraniyagala étudie au St. Thomas' College (Mount Lavinia) où il se révèle être un athlète accompli. Son parcours artistique débute dans les ateliers d'art de Mudaliyar Amarasekera, sous la direction duquel la plupart des membres du Groupe 43 ont débuté leur éducation artistique.

### Formation en Europe
Daraniyagala se rend en Angleterre en 1921 pour étudier le droit au Trinity College de l'université de Cambridge. En 1924, il y obtient sa licence en droit ainsi qu'un prix de boxe Poids coqs (Boxing Blue).
Sur les encouragements du peintre gallois Augustus John (1878–1961), Daraniyagala entre à la Slade School of Fine Art de Londres en 1926 où il étudie sous la direction des peintres impressionnistes britanniques Henry Tonks (1862–1937) et Philip Wilson Steer (1860–1942). Il y obtient plusieurs prix pour ses dessins.
Exposé au bouillonnement artistique européen, Daraniyagala maintient dans la capitale anglaise des liens étroits avec deux étudiants srilankais. Harry Pieris (1904–1988), son ancien camarade des ateliers d'art de Mudaliyar Amarasekera, étudie au Royal College of Art. Quant à Lionel Wendt (1900–1944), il poursuit des études de droit à l'Inner Temple ainsi que de musique.
En 1928, Daraniyagala entre à l'Académie Julian de Paris afin d'y compléter sa formation artistique. Cette école, populaire auprès des étudiants étrangers, est célèbre pour le nombre et la qualité des artistes qui en sont issus (notamment, Henri Matisse et Marcel Duchamp). Son séjour à Paris est bref ; cependant, il se trouve alors au cœur de l'avant-garde artistique mondiale. Daraniyagala est né au début d'un siècle qui fut artistiquement l'un des plus riches et des plus innovants. Avant son arrivée à Paris, l'art moderne occidental avait déjà vu naître le fauvisme et l'expressionnisme en 1905, le cubisme en 1908, le Bauhaus en 1919, le surréalisme en 1924...

### Retour à Sri Lanka
Daraniyagala est de retour à Sri Lanka en 1929. Il y rapporte une connaissance des mouvements artistiques de l'époque et des questionnements auxquels sont confrontés les artistes modernes européens. Daraniyagala commence à expérimenter avec ce qu'il a appris et observé en Europe, d'abord dans un style académique avant de trouver sa propre voie.
Le paysage culturel à Sri Lanka a aussi évolué durant le séjour européen de Daraniyagala. L'Anglais Charles Freegrove Winzer (1886–1940) arrivé à Sri Lanka en 1920 en tant qu'inspecteur pour l'art attaché au département de l'éducation fonde le Ceylon Art Club, en opposition au conservatisme de l'officielle Ceylon Society of Arts. Winzer attire l'attention des jeunes artistes sur les nouvelles tendances modernistes et influence l'enseignement et la pratique artistique sur l'île. Les expositions annuelles du Ceylon Art Club de 1920 à 1930 sont le lieu d'importants accrochages de peintres qui débutent comme George Keyt, Geoffrey Beling, Harry Pieris ainsi que Justin Daraniyagala.
Le pianiste et photographe de talent, Lionel Wendt, de retour à Sri Lanka en 1924, devient quant à lui le centre de la vie culturelle. Considéré à juste titre comme le « Man Ray de Ceylan », animé d'idées progressistes, il est le protecteur extrêmement dévoué des jeunes peintres. Il achète certaines de leurs œuvres, organise des expositions, et défend publiquement ces artistes dans les journaux.

### Expositions en Europe
En 1934, Daraniyagala quitte de nouveau Sri Lanka pour Londres, cette fois-ci afin d'y rejoindre ses parents. Il collabore avec l'anthropologue d'origine polonaise, père de l'anthropologie de terrain, Bronisław Malinowski (1884–1942), sur les antiquités srilankaises du British Museum. Il s'intéresse aussi à la vaste collection de masques du musée. Daraniyagala possède lui-même une magnifique collection de vieux masques singhalais utilisés par les danseurs traditionnels à des fins d'exorcisme ou durant les kolam (théâtre populaire pratiqué dans les villes côtières du sud de Sri Lanka).
Durant son séjour londonien, alors qu'il travaille avec Malinowski, Daraniyagala expose ses dessins aux Leicester Galleries en juillet 1934 où ses œuvres côtoient celles d'artistes tels Toulouse-Lautrec, Chagall, Picasso et Matisse.
Daraniyagala est de retour à Sri Lanka en 1936. Cette même année, il expose en duo avec George Keyt à Colombo. Entre 1937 et 1938, il expose de nouveau à Londres aux Leicester Galleries, à la Redfern Gallery et à l'Adams Gallery. À la même époque, il montre les premiers signes d'une tuberculose qui finira par l'emporter trente ans plus tard. La découverte de cette maladie compromet aussi ses projets de mariage ; Justin Daraniyagala restera célibataire toute sa vie.

### Le choix de la solitude
En 1942, à l'âge de 39 ans, Daraniyagala choisit de quitter Colombo pour la propriété familiale dans le village de Nugedola, Pasyala (à 40 km au nord-est de Colombo), où les seules personnes avec lesquelles il est en contact sont ses parents (sa mère est alors souvent souffrante) et les employés de maison.

Neville Weeraratne se remémore une visite rendue à Daraniyagala à Nugedola, accompagné d'un autre peintre srilankais, Ivan Peries (1921–1988) :
Nous avons rencontré Daraniyagala dans son atelier, un petit chalet près de la demeure familiale. Celle-ci était un endroit merveilleux, plein de trésors extraordinaires, parmi lesquels un portrait de l'historien Sir Paul Pieris (le père de Daraniyagala) par Augustus John, des dessins de Matisse et de Modigliani, des miniatures mogholes, des vases de jade chinois, des bronzes du sud de l'Inde – une collection rare de choses vraiment belles. Trois pièces de la petite maison parmi les cocotiers étaient habitées du monde de Daraniyagala – des toiles immenses, jamais tout à fait achevées, jamais accrochées. Il les chérissait et n'en mettait presque aucune en vente. Il n'en fixait même pas le prix. Dans deux grandes caisses à thé sur la véranda arrière, s'empilait une riche collection de masques singhalais que les termites commençaient à découvrir.
Selon ses amis, Daraniyagala est un bavard énergique et fascinant. Ellen Dissanayake écrit :
La contradiction entre sa nature de parleur brillant, passionné et provoquant, et son choix délibéré de mener une vie de solitaire, replié sur lui-même, transparaît peut-être dans ses peintures : une combinaison de nervosité, d'audace et d'insolence dans la composition, les thèmes, et les techniques avec (ce qui semble évident dans son œuvre entière) un cheminement solitaire obstiné qui a abouti à un langage pictural unique. Son art, et son besoin de vivre son art, l'emportent clairement sur tout le reste.
Daraniyagala aborde les grands thèmes artistiques européens mais en leur donnant un contexte srilankais. L'objet est presque toujours la figure humaine, généralement des femmes, parfois seules ou accompagnées d'une autre personne, d'un enfant, d'un animal ou d'un objet. Ellen Dissanayake ajoute :
On peut se tenir face à chaque toile de Daraniyagala un long moment et continuer à discerner de nouvelles formes et de nouvelles résonances de couleur, beaucoup de toute beauté. Mais il semble qu'en général, la beauté n'était pas ce qu'il recherchait. Dans plusieurs toiles, on découvre une prédilection pour les tons foncés, voire grisâtres et terreux et des sujets ou des traitements délibérément ardus, comme si l'artiste rendait expressément la tâche aussi difficile que possible – aussi bien pour l'observateur que pour lui-même.
Curieux, toujours en recherche, Daraniyagala pousse son style et sa méthode de peinture à l'extrême pour arriver vers la fin de son parcours artistique à une peinture non-figurative et abstraite.

Ranil Deraniyagala, qui observe souvent son oncle dans son studio, se rappelle sa méthode de travail :
Le plus souvent, il peint une première image directement sur la toile, en saisit les possibilités latentes et développe l'image jusqu'à ce qu'elle ne donne plus. Voyant une voie nouvelle s'ouvrir à lui, il va brusquement changer son approche et, dans sa mise en œuvre, parfois effacer complètement l'image originale. […] Il est rare qu'il couche directement sur la toile une image conçue antérieurement. Un cheminement direct ne le satisfait pas et il aime révéler une peinture. Il sait que chaque situation masque plusieurs réalités, de sorte qu'en sélectionner dans un traitement de faveur revient à se contenter d'une part de la vérité. Par conséquent, il préfère peindre progressivement, dominant parfois son image, s'y soumettant d'autres fois, mais toujours à l'affût de possibilités d'enrichir l'image en couchant sur sa toile autant de sens que son tableau peut tolérer.
Seules quelques toiles de Daraniyagala sont signées, et encore moins sont datées. Ceci suggère que Daraniyagala considère rarement que ses tableaux sont achevés. Il ne nomme pas ses œuvres. Aussi, le nom d'un tableau peut varier d'un catalogue à l'autre.

### Expositions avec le Groupe 43
En 1943, Lionel Wendt organise avec Harry Pieris une rencontre d'artistes indépendants en réaction au conservatisme institutionnel. Ce mouvement est baptisé Groupe 43, en référence à l'année de création du groupe. Daraniyagala le rejoint sur l'invitation de Harry Pieris et en devient un membre enthousiaste. Malgré son éloignement de la capitale, il est toujours présent aux réunions ainsi qu'aux expositions organisées par le Groupe.
Le Groupe 43 expose régulièrement mais Daraniyagala est quelque peu affligé par l'hostilité de la presse locale qui utilise des termes tels que «nauséabondes», «répugnantes» et «dégoûtantes» pour qualifier ses œuvres. Aussi est-il réticent à envoyer ses toiles à Londres quand Ranjit Fernando, agissant alors au nom du Groupe 43 en Europe, propose une exposition sur le vieux continent.
La réactualisation par le Groupe 43 de l'iconographie traditionnelle srilankaise dans un langage moderniste, en utilisant les distorsions de l'expressionnisme ou la géométrie du cubisme attire l'attention des critiques d'art européens. John Berger, critique d'art pour le New Statesman and Nation écrit la préface du catalogue de l'exposition du Groupe 43 à l'Imperial Institute de Kensington de novembre-décembre 1952. Il note les efforts déployés par le Groupe pour réaliser une synthèse entre le travail qui se fait à Paris par Picasso et Matisse et l'antique tradition de Sîgiriya. Berger ajoute : « Il y a huit peintures par Justin Daraniyagala... En se fondant sur ces seules œuvres, je n'hésiterais à le placer au côté des maitres de l'expressionnisme du XXe siècle. »

Si l'expressionnisme est le mouvement auquel plusieurs rattachent Justin Daraniyagala, l'influence des autres courants artistiques n'est pas à négliger. Ainsi, Tōru Matsumoto, conservateur en chef du musée national d'art moderne de Tokyo, estime que le cubisme a laissé ses marques sur plusieurs œuvres du Daraniyagala :
Les œuvres de Justin Daraniyagala qui étudia l'art à Londres et à Paris dans les années 1920 ne témoignent pas vraiment d'une tendance déterminée qui serait le cubisme ou l'expressionnisme. Ainsi, dans une toile comme Fille au poisson rouge, qui reﬂète bien son style, avec une aisance du pinceau qui ne s'attache pas aux détails et grâce à une structure souple de couleurs posées de telle façon qu'elles mettent en valeur le blanc, [Justin Daraniyagala] fait apparaître une vision onirique tout à fait réussie. Cependant, lorsque l'on parcourt des yeux en une fois les détails à la surface, on réalise que la scène où se trouvent la jeune fille et le bocal avec le poisson rouge est un tissu fait de coupes et de sutures complexes, extrêmement subtiles. À tous les endroits importants, il y a un potentiel de nombreuses techniques découvertes par le cubisme et plus particulièrement la technique des aplats de couleur qui équilibrent la planéité et la spatialité.
Les réponses positives des critiques d'art à l'exposition à l'Imperial Institute conduisent le Groupe 43 à organiser une autre exposition en novembre 1953, à Paris, au Petit Palais. Le critique d'art George Besson écrit alors dans les Lettres françaises :
Il est probable que le public français accordera une attention particulière à la vingtaine de tableaux de Justin Daraniyagala qui sont comme les morceaux choisis d'une vaste, grouillante et monumentale composition pleine à craquer et d'un lyrisme formel très singulier. Pour définir le style de ce maître et le rattacher aux écoles européennes, on dira qu'il est « expressionniste » […]. Les toiles qui ont pour titre La Baigneuse surprise, La Mariée, La Mère soigneuse, Maternité, etc. ne peuvent que retenir le public des profanes aussi bien que les artistes et les initiés. Ce peintre réaliste, ce visionnaire de Ceylan au chromatisme savoureux, ce Daraniyagala dont il faut retenir le nom, s'inscrit désormais comme une des révélations importantes de ce temps.
En 1954, trois expositions du Groupe 43 ou de ses membres ont lieu simultanément à Londres. Du 13 janvier au 6 février 1954, Daraniyagala expose en solo à la galerie Beaux Arts de la capitale anglaise. Maurice Collis écrit en introduction du catalogue de l'exposition :
M. Daraniyagala manipule les possibilités de l'expressionnisme avec grâce et puissance. J'ose affirmer qu'il n'y a pas aujourd'hui de peintre expressionniste en Angleterre qui lui soit égal en savoir-faire et dont l'état d'esprit est si audacieux et si varié. Il possède de l'humour, de la tendresse, de la gaîté et de forts sentiments ; il est humain et fantastique, simple et extravagant. Sa couleur est épurée, ses textures riches, ses empâtements vifs – en bref, sa peinture est d'une grande qualité. Son coup de pinceau est toujours celui d'un maître. Une personnalité magistrale se dégage de ses toiles.
Les années 1950 sont l'apogée du travail et de la notoriété de Daraniyagala. En 1955, sur invitation spéciale, Daraniyagala expose sa toile Composition with Dark Nude au Carnegie International (Pittsburgh, États-Unis). À l'occasion de la 28e édition de la Biennale de Venise de 1956, il reçoit un prix de l'Unesco pour son tableau The Fish, Mother and Child (1949). Selon Larry Lutchmansingh, ce dernier tableau est radical, même selon les standards du Groupe 43 : 
L'univers visuel de ce tableau se situe quelque part entre le réalisme et l'abstraction, de sorte que, par exemple, il est difficile de dire si l'adulte est un homme ou une femme, l'enfant, un garçon ou une fille. Ce qui frappe le spectateur est l'application vigoureuse et importante de pigments, le mélange des couleurs, dont certaines sont « contre nature », par exemple, les rouges, les bleus et les jaunes sur la peau, ainsi que l'expansion latérale des personnages sur toute l'étendue de la toile, qui bouleverse la perception spatiale.
Les expositions du Groupe 43 se poursuivent jusqu'en 1967 notamment aux biennales de Venise et de São Paulo où Daraniyagala remporte de nouveau un prix pour Composition with Dark Nude.

### Oubli et redécouverte
Très diminué par la maladie les dernières années de sa vie, Justin Daraniyagala meurt à l'âge de 64 ans, le 24 mai 1967 à Nugedola après une vie vouée à son art.
Des rétrospectives posthumes ont lieu à Colombo en 1968 et à la Smithsonian Institution de Washington en janvier 1969.
En 1992, après être tombé dans un relatif oubli durant près d'un quart de siècle, les peintures et les dessins de Daraniyagala attirent de nouveau l'attention à la suite de deux rétrospectives organisées à Sri Lanka par la fondation George Keyt ainsi que par Bernhard Steinrücke, directeur général de la Deutsche Bank à Colombo.
En 2011, une monographie très attendue sur la vie et les peintures à l'huile de Justin Daraniyagala est publiée par les descendants du peintre.

Lors de la rétrospective posthume consacrée à Daraniyagala à la Smithsonian Institution en 1969, Donald McClelland, conservateur-adjoint, écrivait à propos du peintre et du Groupe 43 :
L'un des mouvements les plus significatifs de l'art oriental d'aujourd'hui peut être trouvé sur l’île de Ceylan. Son importance réside dans la synthèse des formes d'art traditionnelles et celles issues de l'occident qui a produit une peinture vraiment d'inspiration orientale, mais d'une portée universelle. Justin Pieris Daraniyagala a aidé à établir ce nouveau mouvement et en était, en fait, le membre le plus important.